# Деревна гадюка зелена
Деревна гадюка зелена (Atheris chlorechis) — отруйна змія з роду Деревна гадюка родини Гадюкові.

## Опис
Загальна довжина коливається від 50 до 70 см. Голова широка, шия вузька. Голова вкрита дрібною лускою. Очі з вертикальними зіницями. Верхньогубні щитки відділені від носових. Тулуб тонкий, стиснутий з боків. Хвіст чіпкий, чим зумовлено їх спосіб життя. Забарвлення світло-зелене з 2 рядками округлих жовтих плям уздовж спини.

## Спосіб життя
Полюбляє лісову місцину. Усе життя проводить на деревах. Активна вночі. Харчується дрібними гризунами, ящірками, деревними жабами.
Це яйцеживородна змія. Самиця у березні—квітні народжує 6—9 дитинчат завдовжки 1,3—2 см.
Отрута небезпечна для життя людини.

## Розповсюдження
Це ендемік Африки. Мешкає у Гвінеї, Сьєрра-Леоне, Ліберії, Кот-д'Івуарі, Гані, Того, Беніні, Нігерії, Камеруні.